# デルミラ・アグスティーニ

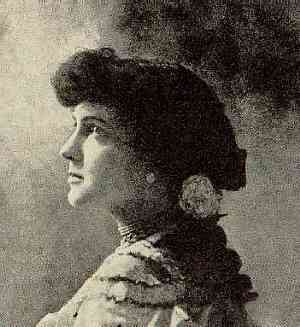
デルミラ・アグスティーニ

デルミラ・アグスティーニ（Delmira Agustini, 1886年 - 1914年）は、ウルグアイの詩人。
フリオ・エレーラ・イ・レイシグ、レオポルド・ルゴネス、ルベン・ダリーオ、オラシオ・キローガとともに、「1900年の世代」を形成する存在である。

## 生涯
モンテビデオの保守的な家庭に生まれる。10歳にして詩作を始めるなど早熟な才能を発揮し、その後も様々な文芸誌に寄稿した。1913年にエンリケ・ホブ・レイェスと結婚するが、数々の不和から1ヶ月余りで破局、翌年に離婚する。同年7月、前夫によって殺害される（前夫ものちに自殺）。

## 作風
男性優位の社会にあって女性の性を謳い上げた。様式的にはモデルニスモに属し、幻想や異国趣味を扱った作品が多い。愛の神エロースを主人公とした詩が多く、彼女の本Los cálices vacíos（1913年）はエロース神に捧げられている。
アグスティーニははオラシオ・キローガを師と仰いでいた。ルベン・ダリーオは彼女をアビラのテレサに比し、女性としての自己を表現することにかけてはこの聖女以来唯一無二であるとしている。

## 主な著作
- El libro blanco （1907年）
- Cantos de la noche （1910年）
- Los cálices vacíos （1913年）
- El rosario de eros （1924年、死後刊行）
- Los rastros del abismo （1924年、死後刊行）
- Correspondencia sexual （1969年、死後刊行）